# دهستان احمدآباد (اقلید)
دهستان احمدآباد نام دهستانی در بخش حسن‌آباد شهرستان اقلید، استان فارس در ایران است. براساس سرشماری مرکز آمار ایران در سال ۱۳۸۵، جمعیت آن ۵۰۰۳ نفر (۱۱۵۲ خانوار) بوده‌است.